# Capitaine Kébec
Capitaine Kébec est un héros de bande dessinée humoristique créé par Pierre Fournier en 1973. Bien que n'ayant connu qu'un comic book puis quelques pages dans Croc, il s'agit d'une figure majeure et iconique de la bande dessinée québécoise, et plus largement du Québec,,.

## Histoire
À la suite d'une prise de drogue, le Capitaine Kébec se rend compte qu'il a des supers pouvoirs, venus de son costume (une cape, un chandail fleurdelysé, un casque et des lunettes d'aviateur). Il affronte le supervilain Frogueman mais est inefficace, et n'est sauvé que grâce à un jeune admirateur anglophone. Dans l'épisode suivant, le Capitaine est fatigué et passe son costume à Josée, une jeune journaliste, pour qu'elle devienne la nouvelle Capitaine Kébec.

## Réception

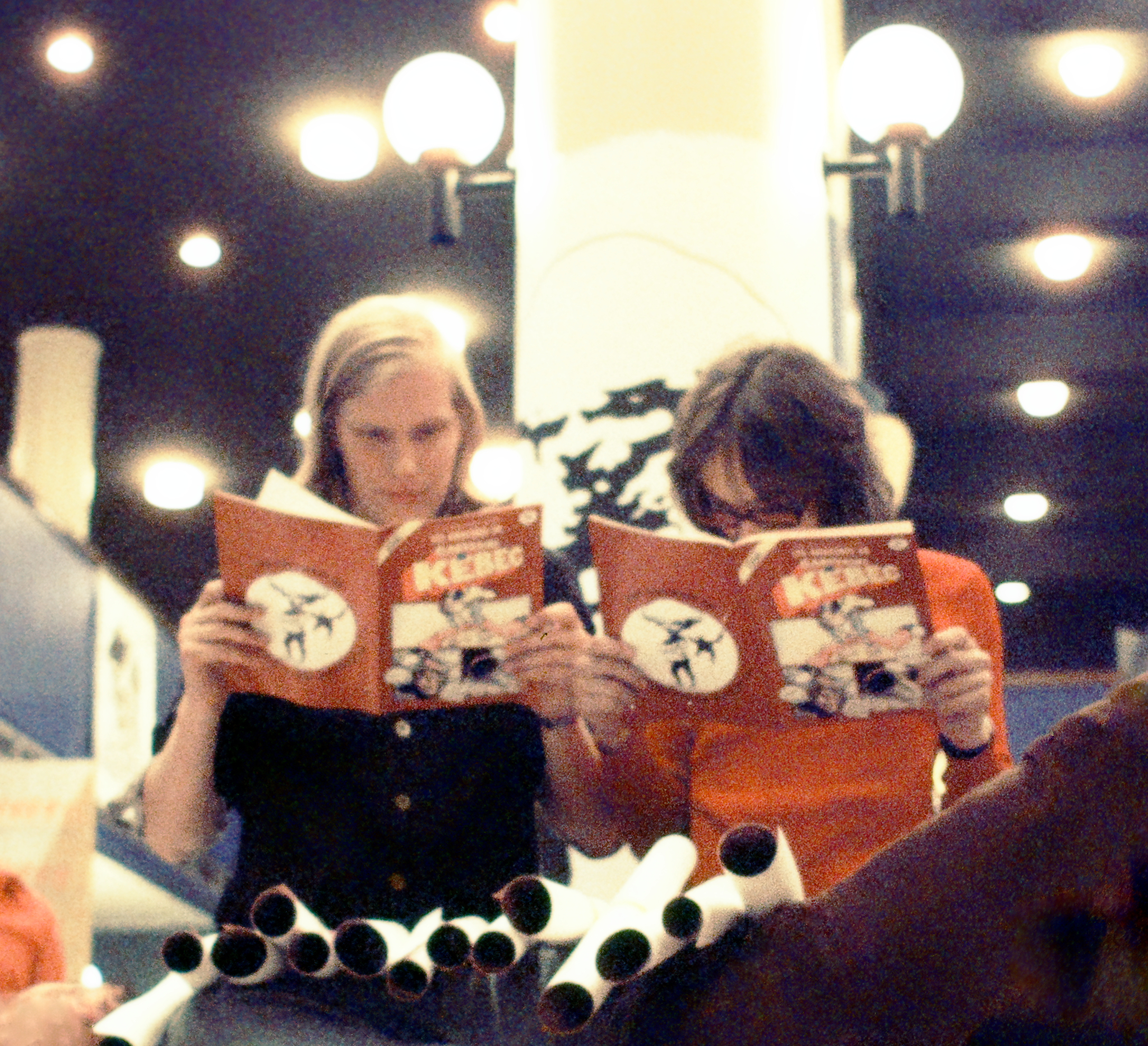
Jacques Hurtubise et Pierre Fournier lisant le Capitaine Kébec en 1973

L'accueil du héros est très fort, et il devient rapidement une figure iconique, bien que le no 2 ne sorte jamais. Le personnage est largement repris, annoncé avant-même sa parution dans La Presse comme un symbole de la BD québécoise, accompagnant la montée du nationalisme québécois. Une situation paradoxale soulignée par les chercheurs Philippe Rioux et Jean-Philippe Warren, qui expliquent que le personnage est un antihéros peu flatteur, d'ailleurs aidée par un anglo-québécois, et donc un porte-drapeaux peu flatteur pour les thèses indépendantistes Le personnage est régulièrement utilisé pour illustrer les articles sur la bande dessinée, et est reproduit en affiches qui se diffusent dans toute la province.
Une planche entre l'hommage et la parodie, signée Fern, fait croiser le personnage avec le Capitaine Haddock dans L'Illustré no 8 en 1974, et annonce un no 2 du comic-book, qui ne paraît jamais.
André Franquin, après un séjour au Québec, fait apparaître le personnage sur un poster accroché au mur de la rédaction par Gaston Lagaffe dans le Spirou no 1897 d’août 1974,.
Le personnage apparaît en couverture de deux livres de Michel Viau et du livre de Mira Falardeau sur la bande dessinée québécoise, il est aussi en couverture de l'ouvrage sur la BD canadienne de John Bell.

## Récits publiés
- Pierre Fournier, Les aventures du Capitaine Kébec, Montréal, Éditions de l’hydrocéphale entêté, 1973, 22 planches.
- Fern (Fernand Choquette), « Capitaine Kébec », L'Illustré no 8, 1974, 1 planche.
- Pierre Fournier, « Le Capitaine Kébec », Titanic no 5 à 7, mars-mai 1984, 12 planches.